# Санд (мис)
17°58′10″ пн. ш. 88°09′05″ зх. д. / 17.96944° пн. ш. 88.15139° зх. д.
Санд (англ. Sand Point) — мис на півострові Юкатан в Белізі і в акваторії Карибського моря.

## Географія
Мис Санд знаходиться в Карибському морі, зокрема в його затоці-бухті Четумаль на узбережжі Белізу, країни Латинської Америки. Ця частинка суходолу, адміністративно приналежна до округу Коросаль і розташована на його береговій лінії та є топографічним орієнтиром-координатою на сході країни.